# Josef Komárek (poslanec Českého zemského sněmu)
Josef Komárek (10. března 1854 Svinčany – červen 1919) byl rakouský a český rolník a politik, na přelomu 19. a 20. století poslanec Českého zemského sněmu.

## Biografie
Pocházel ze starousedlého selského rodu ze Svinčan. Vystudoval reálku v Kolíně a vyšší reálku Pardubicích, kde maturoval roku 1874. Absolvoval pak roku 1878 strojnictví na pražské technice. Po jeden rok působil jako zastupující učitel a potom převzal správu rodinného zemědělského hospodářství. V roce 1892 se oženil s Bedřiškou Fürsttovou. Měli šest synů. V roce 1879 se stal starostou domovských Svinčan. Dne 30. ledna 1881 založil ve své obci Hospodářskou besedu. Zajímal se o rozvoj školství. Od května 1893 až do své smrti v roce 1919 zastával funkci okresního starosty v Přelouči.
V polovině 90. let 19. století se zapojil i do zemské politiky. Ve volbách v roce 1895 byl zvolen v kurii venkovských obcí (volební obvod Pardubice, Holice, Přelouč) do Českého zemského sněmu. Politicky patřil k mladočeské straně. Mandát zde obhájil ve volbách v roce 1901, nyní již za agrární stranu. Uspěl ve svém obvodu i ve volbách v roce 1908, opět za agrárníky.